# 6 uur van Silverstone 2017
De 6 uur van Silverstone 2017 was de eerste race van het FIA World Endurance Championship-seizoen 2017. De race werd verreden op 16 april 2017 op Silverstone nabij Silverstone in het Verenigd Koninkrijk.
De race werd gewonnen door de Toyota Gazoo Racing #8 van Sébastien Buemi, Anthony Davidson en Kazuki Nakajima. De LMP2-klasse werd gewonnen door de Jackie Chan DC Racing #38 van Oliver Jarvis, Thomas Laurent en Ho-Pin Tung. De LMGTE Pro-klasse werd gewonnen door de Ford Chip Ganassi Team UK #67 van Pipo Derani, Andy Priaulx en Harry Tincknell. De LMGTE Am-klasse werd gewonnen door de Clearwater Racing #61 van Matt Griffin, Weng Sun Mok en Keita Sawa.

## Kwalificatie
Tijden vetgedrukt betekent de snelste tijd in die klasse.
| Pos. | Klasse    | No. | Team                      | Tijd     | Grid |
| ---- | --------- | --- | ------------------------- | -------- | ---- |
| 1    | LMP1      | 7   | Toyota Gazoo Racing       | 1:37.304 | 1    |
| 2    | LMP1      | 8   | Toyota Gazoo Racing       | 1:37.593 | 2    |
| 3    | LMP1      | 1   | Porsche LMP Team          | 1:38.615 | 3    |
| 4    | LMP1      | 2   | Porsche LMP Team          | 1:39.063 | 4    |
| 5    | LMP1      | 26  | G-Drive Racing            | 1:44.387 | 5    |
| 6    | LMP2      | 36  | Signatech Alpine Matmut   | 1:44.433 | 6    |
| 7    | LMP2      | 38  | Jackie Chan DC Racing     | 1:44.591 | 7    |
| 8    | LMP2      | 31  | Vaillante Rebellion       | 1:45.194 | 8    |
| 9    | LMP1      | 4   | ByKolles Racing Team      | 1:45.235 | 9    |
| 10   | LMP2      | 13  | Vaillante Rebellion       | 1:45.323 | 10   |
| 11   | LMP2      | 24  | CEFC Manor TRS Racing     | 1:46.102 | 11   |
| 12   | LMP2      | 28  | TDS Racing                | 1:46.183 | 12   |
| 13   | LMP2      | 25  | CEFC Manor TRS Racing     | 1:46.494 | 13   |
| 14   | LMP2      | 37  | Jackie Chan DC Racing     | 1:47.250 | 14   |
| 15   | LMGTE Pro | 67  | Ford Chip Ganassi Team UK | 1:56.202 | 15   |
| 16   | LMGTE Pro | 71  | AF Corse                  | 1:57.011 | 16   |
| 17   | LMGTE Pro | 95  | Aston Martin Racing       | 1:57.117 | 17   |
| 18   | LMGTE Pro | 66  | Ford Chip Ganassi Team UK | 1:57.269 | 18   |
| 19   | LMGTE Pro | 97  | Aston Martin Racing       | 1:57.414 | 19   |
| 20   | LMGTE Pro | 51  | AF Corse                  | 1:57.466 | 20   |
| 21   | LMGTE Pro | 91  | Porsche GT Team           | 1:58.003 | 21   |
| 22   | LMGTE Pro | 92  | Porsche GT Team           | 1:58.066 | 22   |
| 23   | LMGTE Am  | 98  | Aston Martin Racing       | 1:59.562 | 23   |
| 24   | LMGTE Am  | 54  | Spirit of Race            | 2:00.608 | 24   |
| 25   | LMGTE Am  | 77  | Dempsey-Proton Racing     | 2:01.347 | 25   |
| 26   | LMGTE Am  | 61  | Clearwater Racing         | 2:01.621 | 26   |
| 27   | LMGTE Am  | 86  | Gulf Racing UK            | 2:01.925 | 27   |

## Uitslag
Winnaars in hun klasse zijn vetgedrukt; LMP1 is rood, LMP2 is blauw, LMGTE Pro is groen en LMGTE Am is oranje.
| Pos. | Klasse    | No. | Team                      | Coureurs                                                 | Chassis                       | Banden | Ronden | Tijd/Reden  |
| Pos. | Klasse    | No. | Team                      | Coureurs                                                 | Motor                         | Banden | Ronden | Tijd/Reden  |
| ---- | --------- | --- | ------------------------- | -------------------------------------------------------- | ----------------------------- | ------ | ------ | ----------- |
| 1    | LMP1      | 8   | Toyota Gazoo Racing       | Sébastien Buemi Anthony Davidson Kazuki Nakajima         | Toyota TS050 Hybrid           | M      | 197    | 6:00:33.211 |
| 1    | LMP1      | 8   | Toyota Gazoo Racing       | Sébastien Buemi Anthony Davidson Kazuki Nakajima         | Toyota 2.4 L Turbo V6         | M      | 197    | 6:00:33.211 |
| 2    | LMP1      | 2   | Porsche LMP Team          | Earl Bamber Timo Bernhard Brendon Hartley                | Porsche 919 Hybrid            | M      | 197    | +6.173      |
| 2    | LMP1      | 2   | Porsche LMP Team          | Earl Bamber Timo Bernhard Brendon Hartley                | Porsche 2.0 L Turbo V4        | M      | 197    | +6.173      |
| 3    | LMP1      | 1   | Porsche LMP Team          | Neel Jani André Lotterer Nick Tandy                      | Porsche 919 Hybrid            | M      | 197    | +46.956     |
| 3    | LMP1      | 1   | Porsche LMP Team          | Neel Jani André Lotterer Nick Tandy                      | Porsche 2.0 L Turbo V4        | M      | 197    | +46.956     |
| 4    | LMP2      | 38  | Jackie Chan DC Racing     | Oliver Jarvis Thomas Laurent Ho-Pin Tung                 | Oreca 07                      | D      | 184    | +13 ronden  |
| 4    | LMP2      | 38  | Jackie Chan DC Racing     | Oliver Jarvis Thomas Laurent Ho-Pin Tung                 | Gibson GK428 4.2 L V8         | D      | 184    | +13 ronden  |
| 5    | LMP2      | 31  | Vaillante Rebellion       | Julien Canal Nicolas Prost Bruno Senna                   | Oreca 07                      | D      | 184    | +13 ronden  |
| 5    | LMP2      | 31  | Vaillante Rebellion       | Julien Canal Nicolas Prost Bruno Senna                   | Gibson GK428 4.2 L V8         | D      | 184    | +13 ronden  |
| 6    | LMP2      | 28  | TDS Racing                | Emmanuel Collard François Perrodo Matthieu Vaxivière     | Oreca 07                      | D      | 184    | +13 ronden  |
| 6    | LMP2      | 28  | TDS Racing                | Emmanuel Collard François Perrodo Matthieu Vaxivière     | Gibson GK428 4.2 L V8         | D      | 184    | +13 ronden  |
| 7    | LMP2      | 36  | Signatech Alpine Matmut   | Nicolas Lapierre Gustavo Menezes Matt Rao                | Alpine A470                   | D      | 183    | +14 ronden  |
| 7    | LMP2      | 36  | Signatech Alpine Matmut   | Nicolas Lapierre Gustavo Menezes Matt Rao                | Gibson GK428 4.2 L V8         | D      | 183    | +14 ronden  |
| 8    | LMP2      | 26  | G-Drive Racing            | Alex Lynn Roman Roesinov Pierre Thiriet                  | Oreca 07                      | D      | 183    | +14 ronden  |
| 8    | LMP2      | 26  | G-Drive Racing            | Alex Lynn Roman Roesinov Pierre Thiriet                  | Gibson GK428 4.2 L V8         | D      | 183    | +14 ronden  |
| 9    | LMP2      | 24  | CEFC Manor TRS Racing     | Tor Graves Jonathan Hirschi Jean-Éric Vergne             | Oreca 07                      | D      | 183    | +14 ronden  |
| 9    | LMP2      | 24  | CEFC Manor TRS Racing     | Tor Graves Jonathan Hirschi Jean-Éric Vergne             | Gibson GK428 4.2 L V8         | D      | 183    | +14 ronden  |
| 10   | LMP2      | 25  | CEFC Manor TRS Racing     | Roberto González Vitali Petrov Simon Trummer             | Oreca 07                      | D      | 182    | +15 ronden  |
| 10   | LMP2      | 25  | CEFC Manor TRS Racing     | Roberto González Vitali Petrov Simon Trummer             | Gibson GK428 4.2 L V8         | D      | 182    | +15 ronden  |
| 11   | LMP2      | 37  | Jackie Chan DC Racing     | Alex Brundle David Cheng Tristan Gommendy                | Oreca 07                      | D      | 182    | +15 ronden  |
| 11   | LMP2      | 37  | Jackie Chan DC Racing     | Alex Brundle David Cheng Tristan Gommendy                | Gibson GK428 4.2 L V8         | D      | 182    | +15 ronden  |
| 12   | LMP2      | 13  | Vaillante Rebellion       | Mathias Beche David Heinemeier Hansson Nelson Piquet jr. | Oreca 07                      | D      | 172    | +25 ronden  |
| 12   | LMP2      | 13  | Vaillante Rebellion       | Mathias Beche David Heinemeier Hansson Nelson Piquet jr. | Gibson GK428 4.2 L V8         | D      | 172    | +25 ronden  |
| 13   | LMGTE Pro | 67  | Ford Chip Ganassi Team UK | Pipo Derani Andy Priaulx Harry Tincknell                 | Ford GT                       | M      | 171    | +26 ronden  |
| 13   | LMGTE Pro | 67  | Ford Chip Ganassi Team UK | Pipo Derani Andy Priaulx Harry Tincknell                 | Ford EcoBoost 3.5 L Turbo V6  | M      | 171    | +26 ronden  |
| 14   | LMGTE Pro | 51  | AF Corse                  | James Calado Alessandro Pier Guidi                       | Ferrari 488 GTE               | M      | 171    | +26 ronden  |
| 14   | LMGTE Pro | 51  | AF Corse                  | James Calado Alessandro Pier Guidi                       | Ferrari F154CB 4.0 L Turbo V8 | M      | 171    | +26 ronden  |
| 15   | LMGTE Pro | 91  | Porsche GT Team           | Richard Lietz Frédéric Makowiecki                        | Porsche 911 RSR               | M      | 171    | +26 ronden  |
| 15   | LMGTE Pro | 91  | Porsche GT Team           | Richard Lietz Frédéric Makowiecki                        | Porsche 4.0 L Flat-6          | M      | 171    | +26 ronden  |
| 16   | LMGTE Pro | 66  | Ford Chip Ganassi Team UK | Billy Johnson Stefan Mücke Olivier Pla                   | Ford GT                       | M      | 171    | +26 ronden  |
| 16   | LMGTE Pro | 66  | Ford Chip Ganassi Team UK | Billy Johnson Stefan Mücke Olivier Pla                   | Ford EcoBoost 3.5 L Turbo V6  | M      | 171    | +26 ronden  |
| 17   | LMGTE Pro | 71  | AF Corse                  | Sam Bird Davide Rigon                                    | Ferrari 488 GTE               | M      | 170    | +27 ronden  |
| 17   | LMGTE Pro | 71  | AF Corse                  | Sam Bird Davide Rigon                                    | Ferrari F154CB 3.9 L Turbo V8 | M      | 170    | +27 ronden  |
| 18   | LMGTE Pro | 95  | Aston Martin Racing       | Marco Sørensen Richie Stanaway Nicki Thiim               | Aston Martin Vantage GTE      | D      | 170    | +27 ronden  |
| 18   | LMGTE Pro | 95  | Aston Martin Racing       | Marco Sørensen Richie Stanaway Nicki Thiim               | Aston Martin 4.5 L Turbo V8   | D      | 170    | +27 ronden  |
| 19   | LMGTE Pro | 97  | Aston Martin Racing       | Jonathan Adam Daniel Serra Darren Turner                 | Aston Martin Vantage GTE      | D      | 168    | +29 ronden  |
| 19   | LMGTE Pro | 97  | Aston Martin Racing       | Jonathan Adam Daniel Serra Darren Turner                 | Aston Martin 4.5 L Turbo V8   | D      | 168    | +29 ronden  |
| 20   | LMGTE Am  | 61  | Clearwater Racing         | Matt Griffin Weng Sun Mok Keita Sawa                     | Ferrari 488 GTE               | M      | 166    | +31 ronden  |
| 20   | LMGTE Am  | 61  | Clearwater Racing         | Matt Griffin Weng Sun Mok Keita Sawa                     | Ferrari F154CB 3.9 L Turbo V8 | M      | 166    | +31 ronden  |
| 20   | LMGTE Am  | 98  | Aston Martin Racing       | Paul Dalla Lana Pedro Lamy Mathias Lauda                 | Aston Martin Vantage GTE      | D      | 166    | +31 ronden  |
| 20   | LMGTE Am  | 98  | Aston Martin Racing       | Paul Dalla Lana Pedro Lamy Mathias Lauda                 | Aston Martin 4.5 L V8         | D      | 166    | +31 ronden  |
| 21   | LMGTE Am  | 77  | Dempsey-Proton Racing     | Matteo Cairoli Marvin Dienst Christian Ried              | Porsche 911 RSR               | D      | 166    | +31 ronden  |
| 21   | LMGTE Am  | 77  | Dempsey-Proton Racing     | Matteo Cairoli Marvin Dienst Christian Ried              | Porsche 4.0 L Flat-6          | D      | 166    | +31 ronden  |
| 22   | LMP1      | 7   | Toyota Gazoo Racing       | Mike Conway Kamui Kobayashi José María López             | Toyota TS050 Hybrid           | M      | 159    | +38 ronden  |
| 22   | LMP1      | 7   | Toyota Gazoo Racing       | Mike Conway Kamui Kobayashi José María López             | Toyota 2.4 L Turbo V6         | M      | 159    | +38 ronden  |
| 23   | LMGTE Am  | 86  | Gulf Racing               | Ben Barker Nick Foster Michael Wainwright                | Porsche 911 RSR               | D      | 143    | +54 ronden  |
| 23   | LMGTE Am  | 86  | Gulf Racing               | Ben Barker Nick Foster Michael Wainwright                | Porsche 4.0 L Flat-6          | D      | 143    | +54 ronden  |
| DNF  | LMGTE Am  | 54  | Spirit of Race            | Francesco Castellacci Thomas Flohr Miguel Molina         | Ferrari 488 GTE               | M      | 165    | Spin        |
| DNF  | LMGTE Am  | 54  | Spirit of Race            | Francesco Castellacci Thomas Flohr Miguel Molina         | Ferrari F154CB 3.9 L Turbo V8 | M      | 165    | Spin        |
| DNF  | LMP1      | 4   | ByKolles Racing Team      | Dominik Kraihamer James Rossiter Oliver Webb             | ENSO CLM P1/01                | M      | 155    | Ongeluk     |
| DNF  | LMP1      | 4   | ByKolles Racing Team      | Dominik Kraihamer James Rossiter Oliver Webb             | Nismo VRX30A 3.0 L Turbo V6   | M      | 155    | Ongeluk     |
| DNF  | LMGTE Pro | 92  | Porsche GT Team           | Michael Christensen Kévin Estre                          | Porsche 911 RSR               | M      | 95     | Brand       |
| DNF  | LMGTE Pro | 92  | Porsche GT Team           | Michael Christensen Kévin Estre                          | Porsche 4.0 L Flat-6          | M      | 95     | Brand       |

## Tussenstanden na wedstrijd
LMP (coureurs)
| Pos | Coureur                                          | Punten |
| --- | ------------------------------------------------ | ------ |
| 1   | Sébastien Buemi Anthony Davidson Kazuki Nakajima | 25     |
| 2   | Earl Bamber Timo Bernhard Brendon Hartley        | 18     |
| 3   | Neel Jani André Lotterer Nick Tandy              | 15     |
| 4   | Oliver Jarvis Thomas Laurent Ho-Pin Tung         | 12     |
| 5   | Julien Canal Nicolas Prost Bruno Senna           | 10     |

LMP1 (constructeurs)
| Pos | Team    | Punten |
| --- | ------- | ------ |
| 1   | Porsche | 33     |
| 2   | Toyota  | 26,5   |

GTE (coureurs)
| Pos | Coureur                                  | Punten |
| --- | ---------------------------------------- | ------ |
| 1   | Pipo Derani Andy Priaulx Harry Tincknell | 26     |
| 2   | James Calado Alessandro Pier Guidi       | 18     |
| 3   | Richard Lietz Frédéric Makowiecki        | 15     |
| 4   | Billy Johnson Stefan Mücke Olivier Pla   | 12     |
| 5   | Sam Bird Davide Rigon                    | 10     |

GTE (constructeurs)
| Pos | Constructeur | Punten |
| --- | ------------ | ------ |
| 1   | Ford         | 38     |
| 2   | Ferrari      | 28     |
| 3   | Porsche      | 16     |
| 4   | Aston Martin | 14     |

GT Pro (teams)
| Pos | Nr | Team                      | Punten |
| --- | -- | ------------------------- | ------ |
| 1   | 67 | Ford Chip Ganassi Team UK | 26     |
| 2   | 51 | AF Corse                  | 18     |
| 3   | 91 | Porsche GT Team           | 15     |
| 4   | 66 | Ford Chip Ganassi Team UK | 12     |
| 5   | 71 | AF Corse                  | 10     |

LMP2 (coureurs)
| Pos | Coureur                                              | Punten |
| --- | ---------------------------------------------------- | ------ |
| 1   | Oliver Jarvis Thomas Laurent Ho-Pin Tung             | 25     |
| 2   | Julien Canal Nicolas Prost Bruno Senna               | 18     |
| 3   | Emmanuel Collard François Perrodo Matthieu Vaxivière | 15     |
| 4   | Nicolas Lapierre Gustavo Menezes Matt Rao            | 12     |
| 5   | Alex Lynn Roman Roesinov Pierre Thiriet              | 10     |

LMP2 (teams)
| Pos | Nr | Team                    | Punten |
| --- | -- | ----------------------- | ------ |
| 1   | 38 | Jackie Chan DC Racing   | 25     |
| 2   | 31 | Vaillante Rebellion     | 18     |
| 3   | 28 | TDS Racing              | 15     |
| 4   | 36 | Signatech Alpine Matmut | 12     |
| 5   | 26 | G-Drive Racing          | 11     |

GTE Am (coureurs)
| Pos | Coureur                                          | Punten |
| --- | ------------------------------------------------ | ------ |
| 1   | Matt Griffin Weng Sun Mok Keita Sawa             | 25     |
| 2   | Paul Dalla Lana Pedro Lamy Mathias Lauda         | 19     |
| 3   | Matteo Cairoli Marvin Dienst Christian Ried      | 15     |
| 4   | Ben Barker Nick Foster Michael Wainwright        | 12     |
| 5   | Francesco Castellacci Thomas Flohr Miguel Molina | 0      |

GTE Am (teams)
| Pos | Nr | Team                  | Punten |
| --- | -- | --------------------- | ------ |
| 1   | 61 | Clearwater Racing     | 25     |
| 2   | 98 | Aston Martin Racing   | 19     |
| 3   | 77 | Dempsey-Proton Racing | 15     |
| 4   | 86 | Gulf Racing           | 12     |
| 5   | 54 | Spirit of Race        | 0      |